# Les Calchakis en scène
Les Calchakis en scène es un concierto grabado en directo por Los Calchakis en 1972, con el sello francés ARION, subtitulado como Les flûtes indiennes / Vol 5 como continuación de la serie de discos dedicada a la flauta india. En él recogen algunos de sus mejores éxitos aunque también presentan temas inéditos, y además este disco ganó el premio de la Academia Charles Cros en Francia.

## Lista de canciones
| N.º | Título                                                   | Música              | Duración |  |
| 1.  | «La pastora»                                             | Alfredo Domínguez   |          |  |
| 2.  | «Viento mochica (Colloaca Talli Talli)»                  | Los Antawara        |          |  |
| 3.  | «Poncho verde»                                           | A. Mª Miranda       |          |  |
| 4.  | «Bailecito calchakí»                                     | Chiloé              |          |  |
| 5.  | «Llama del altiplano (versionado de En Bolivie avec...)» | folklore            |          |  |
| 6.  | «Soplo de Oriente»                                       | Huinca              |          |  |
| 7.  | «Lunarcito (versionado de La guitare indienne)»          | folklore            |          |  |
| 8.  | «Acuarela de sikus (Kantutita)»                          | Los Antawara        |          |  |
| 9.  | «Aires de tarka»                                         | folklore            |          |  |
| 10. | «Contrabandeando»                                        | Rodolfo Dalera      |          |  |
| 11. | «Estudio para charango»                                  | Mauro Núñez         |          |  |
| 12. | «San Benito»                                             | Édgar "Yayo" Joffré |          |  |
| 13. | «Quiaqueñita (versionado de La flute indienne / Vol 1)»  | folklore            |          |  |
| 14. | «Mi antarita»                                            | Lambaré             |          |  |

## Integrantes
- Héctor Miranda
- Sergio Arriagada
- Nicolás Pérez González
- Rodolfo Dalera
- Gonzalo Reig

- Datos: Q5973689